# ストーリーテリング
ストーリーテリング（英: storytelling）、または語り聞かせ、お話し会とは、語り手が、相手に伝えたい思いやコンセプトなどを、それを想起させるような印象的な体験談あるいはエピソードなどの「物語」を引用し、例示することで聞き手に聞かせ、印象付ける手法のこと。一言で言えば「物語を語って伝えること」である。近年ではマーケティング用語としても知られ、ビジネスにおいても、 組織DNAや価値観、想いや魂、暗黙知などを伝え合い、共有するなどの意味でも重要な存在である。

## 歴史的背景
書き言葉が登場する以前の文明や、文字のない文明では口頭によるコミュニケーションが行われてきた。口頭コミュニケーションを効果的に行い、意味の伝承を行う形式として、物語は重要な役割を果たしてきており、現在まで神話という形で残っている。
世界の神話を研究していたジョーゼフ・キャンベルは、語り継がれるストーリーには共通するパターンをあることを発見し、ストーリーテリングを効果的なコミュニケーションの手法としてみなされるきっかけを作った。例えばスター・ウォーズなどの映画を筆頭に、ジョーゼフ・キャンベルのヒーローズ・ジャーニーを活用するケースが増えている。
また『ストーリー　ロバート・マッキーが教える物語の基本と原則』を著したハリウッドのストーリー講師、ロバート・マッキーは映画脚本業界のみならずマイクロソフト、ナイキ、ヒューレット・パッカード、シーメンスなどの大企業向けにストーリーテリングのセミナーを開催している。
現在は、ピッチやプレゼンテーションにもストーリーテリングの手法が用いられ、スティーブ・ジョブズのスピーチは代表例とされている。